# Alfonso La Marmora
Alfonso Ferrero, marqués de La Marmora, llamado en Italia simplemente como La Marmora (Turín, 18 de noviembre de 1804-Florencia, 5 de enero de 1878) fue un general y político italiano, uno de los principales actores, junto con Garibaldi y Mazzini, del llamado Risorgimento, y hermano de los también militares Alessandro La Marmora y Alberto della Marmora.

## Biografía
Era hijo del marqués Celestino Ferrero della Marmora y de Raffaella Argentero di Bersezio, y, por tanto, de la antigua nobleza piamontesa. Alfonso fue criado por su hermana mayor, de la que recibió una excelente educación, y siguió la tradición militar y política de su familia, ingresando en la Academia Militar de Turín en 1815; se licenció en 1822. 
Ya teniente, el rey de Cerdeña Carlos Alberto le encargó dirigir la modernización de la artillería sarda en 1823 y fue ascendido a jefe de escuadrón (mayor) en 1845 y a general de brigada en 1848. Participó en diversas batallas del ejército sardo contra los austriacos durante la primera guerra de Independencia de Italia distinguiéndose durante el asedio de Peschiera. Así obtuvo el rango de coronel y la medalla de plata por su valor; participó además en la batalla de Novara en que fue derrotado por los austriacos el 23 de marzo de 1849. Nombrado ministro de guerra, reorganizó el ejército sardo y entre 1855 y 1856 comandó las tropas sardas enviadas a la Guerra de Crimea. Fue Jefe del Estado Mayor durante la Segunda guerra de la Independencia de Italia y gobernador de Nápoles entre 1861 y 1864.
Tuvo el cargo de ministro de la guerra en los sucesivos gabinetes de Pinelli, Vincenzo Gioberti y Cavour: en 1864, el rey Víctor Manuel II lo nombró presidente y ministro de exteriores y dimitió en 1865, pero el rey le encargó formar nuevo gobierno y firmó un acuerdo de comercio con Francia y Prusia en 1866. Cuando era ministro de la Guerra, dirigió la desastrosa campaña de la Tercera guerra de la Independencia italiana contra los austríacos y renunció a raíz de las derrotas el 18 de agosto de 1866. Fue miembro del Parlamento desde 1870 y publicó varios libros sobre política y

## Órdenes
- 24 de mayo de 1858: Caballero de la Suprema Orden de la Santísima Anunciación.[1] (Reino de Italia)

## Obras
- Un episodio del Risorgimento italiano (1849).
- Segreti di stato nel governo costituzionale (1877).
- Un po' più di luce sugli eventi politici e militari del 1866 (póstuma, 1879).